# Комплексен вектор
Комплексен вектор е термин, използван във физиката и инженерството, за въртящ се вектор, представящ изменяща се по синусоиден закон величина. Дължината му изразява амплитудата на величината, а ъгловата скорост на въртене на вектора е равна на ъгловата честота на величината. Фазовият ъгъл между две величини може да се представи с ъгъла между техните комплексни вектори.
Често срещан случай в електрическите мрежи е наличието на различни синусоиди с една и съща честота, но с различни амплитуда и фаза. Единствета разлика при аналитичното им представяне е комплекснат аамплитуда.
Важна допълнителна особеност на преобразуването на комплексните вектори е, че диференцирането и интегрирането на синусоидалните сигнали (имащи постоянна амплитуда, период и фаза) съответстват на прости алгебрични действие върху комплексните вектори. По този начин, тези преобразувания позволяват изчисляването на променливотокови RLC-контури (колебателни контури) чрез решаване на прости алгебрични уравнения (макар и с комплексни коефициенти) спрямо комплексните вектори, вместо диференциални уравнения (с реални коефициенти) спрямо времето. Преобразуването на комплексните вектори за пръв път е изучавано от Чарлз Щайнмец в General Electric към края на 19 век.

## Определение
Формулата на Ойлер сочи, че синусоидите могат да се представят математически като сбор от две комплексни функции:
{\displaystyle A\cdot \cos(\omega t+\theta )=A\cdot {\frac {e^{i(\omega t+\theta )}+e^{-i(\omega t+\theta )}}{2}},}
или като реалната част на едната от функциите:
{\displaystyle {\begin{aligned}A\cdot \cos(\omega t+\theta )=\operatorname {Re} \{A\cdot e^{i(\omega t+\theta )}\}=\operatorname {Re} \{Ae^{i\theta }\cdot e^{i\omega t}\}.\end{aligned}}}
Функцията {\displaystyle A\cdot e^{i(\omega t+\theta )}} се нарича аналитично представяне на {\displaystyle A\cdot \cos(\omega t+\theta )}.